# 1826
Portal Geschichte | Portal Biografien | Aktuelle Ereignisse | Jahreskalender | Tagesartikel

◄ |
18. Jahrhundert |
19. Jahrhundert
| 20. Jahrhundert | ►

◄ |
1790er |
1800er |
1810er |
1820er
| 1830er | 1840er | 1850er | ►

◄◄ |
◄ |
1822 |
1823 |
1824 |
1825 |
1826
| 1827 | 1828 | 1829 | 1830 | ► | ►►
Staatsoberhäupter · Wahlen · Nekrolog   · Musikjahr
| Januar | Januar | Januar | Januar | Januar | Januar | Januar | Januar |
| Kw     | Mo     | Di     | Mi     | Do     | Fr     | Sa     | So     |
| ------ | ------ | ------ | ------ | ------ | ------ | ------ | ------ |
| 52     |        |        |        |        |        |        | 1      |
| 1      | 2      | 3      | 4      | 5      | 6      | 7      | 8      |
| 2      | 9      | 10     | 11     | 12     | 13     | 14     | 15     |
| 3      | 16     | 17     | 18     | 19     | 20     | 21     | 22     |
| 4      | 23     | 24     | 25     | 26     | 27     | 28     | 29     |
| 5      | 30     | 31     |        |        |        |        |        |

| Februar | Februar | Februar | Februar | Februar | Februar | Februar | Februar |
| Kw      | Mo      | Di      | Mi      | Do      | Fr      | Sa      | So      |
| ------- | ------- | ------- | ------- | ------- | ------- | ------- | ------- |
| 5       |         |         | 1       | 2       | 3       | 4       | 5       |
| 6       | 6       | 7       | 8       | 9       | 10      | 11      | 12      |
| 7       | 13      | 14      | 15      | 16      | 17      | 18      | 19      |
| 8       | 20      | 21      | 22      | 23      | 24      | 25      | 26      |
| 9       | 27      | 28      |         |         |         |         |         |

| März | März | März | März | März | März | März | März |
| Kw   | Mo   | Di   | Mi   | Do   | Fr   | Sa   | So   |
| ---- | ---- | ---- | ---- | ---- | ---- | ---- | ---- |
| 9    |      |      | 1    | 2    | 3    | 4    | 5    |
| 10   | 6    | 7    | 8    | 9    | 10   | 11   | 12   |
| 11   | 13   | 14   | 15   | 16   | 17   | 18   | 19   |
| 12   | 20   | 21   | 22   | 23   | 24   | 25   | 26   |
| 13   | 27   | 28   | 29   | 30   | 31   |      |      |

| April | April | April | April | April | April | April | April |
| Kw    | Mo    | Di    | Mi    | Do    | Fr    | Sa    | So    |
| ----- | ----- | ----- | ----- | ----- | ----- | ----- | ----- |
| 13    |       |       |       |       |       | 1     | 2     |
| 14    | 3     | 4     | 5     | 6     | 7     | 8     | 9     |
| 15    | 10    | 11    | 12    | 13    | 14    | 15    | 16    |
| 16    | 17    | 18    | 19    | 20    | 21    | 22    | 23    |
| 17    | 24    | 25    | 26    | 27    | 28    | 29    | 30    |

| Mai | Mai | Mai | Mai | Mai | Mai | Mai | Mai |
| Kw  | Mo  | Di  | Mi  | Do  | Fr  | Sa  | So  |
| --- | --- | --- | --- | --- | --- | --- | --- |
| 18  | 1   | 2   | 3   | 4   | 5   | 6   | 7   |
| 19  | 8   | 9   | 10  | 11  | 12  | 13  | 14  |
| 20  | 15  | 16  | 17  | 18  | 19  | 20  | 21  |
| 21  | 22  | 23  | 24  | 25  | 26  | 27  | 28  |
| 22  | 29  | 30  | 31  |     |     |     |     |

| Juni | Juni | Juni | Juni | Juni | Juni | Juni | Juni |
| Kw   | Mo   | Di   | Mi   | Do   | Fr   | Sa   | So   |
| ---- | ---- | ---- | ---- | ---- | ---- | ---- | ---- |
| 22   |      |      |      | 1    | 2    | 3    | 4    |
| 23   | 5    | 6    | 7    | 8    | 9    | 10   | 11   |
| 24   | 12   | 13   | 14   | 15   | 16   | 17   | 18   |
| 25   | 19   | 20   | 21   | 22   | 23   | 24   | 25   |
| 26   | 26   | 27   | 28   | 29   | 30   |      |      |

| Juli | Juli | Juli | Juli | Juli | Juli | Juli | Juli |
| Kw   | Mo   | Di   | Mi   | Do   | Fr   | Sa   | So   |
| ---- | ---- | ---- | ---- | ---- | ---- | ---- | ---- |
| 26   |      |      |      |      |      | 1    | 2    |
| 27   | 3    | 4    | 5    | 6    | 7    | 8    | 9    |
| 28   | 10   | 11   | 12   | 13   | 14   | 15   | 16   |
| 29   | 17   | 18   | 19   | 20   | 21   | 22   | 23   |
| 30   | 24   | 25   | 26   | 27   | 28   | 29   | 30   |
| 31   | 31   |      |      |      |      |      |      |

| August | August | August | August | August | August | August | August |
| Kw     | Mo     | Di     | Mi     | Do     | Fr     | Sa     | So     |
| ------ | ------ | ------ | ------ | ------ | ------ | ------ | ------ |
| 31     |        | 1      | 2      | 3      | 4      | 5      | 6      |
| 32     | 7      | 8      | 9      | 10     | 11     | 12     | 13     |
| 33     | 14     | 15     | 16     | 17     | 18     | 19     | 20     |
| 34     | 21     | 22     | 23     | 24     | 25     | 26     | 27     |
| 35     | 28     | 29     | 30     | 31     |        |        |        |

| September | September | September | September | September | September | September | September |
| Kw        | Mo        | Di        | Mi        | Do        | Fr        | Sa        | So        |
| --------- | --------- | --------- | --------- | --------- | --------- | --------- | --------- |
| 35        |           |           |           |           | 1         | 2         | 3         |
| 36        | 4         | 5         | 6         | 7         | 8         | 9         | 10        |
| 37        | 11        | 12        | 13        | 14        | 15        | 16        | 17        |
| 38        | 18        | 19        | 20        | 21        | 22        | 23        | 24        |
| 39        | 25        | 26        | 27        | 28        | 29        | 30        |           |

| Oktober | Oktober | Oktober | Oktober | Oktober | Oktober | Oktober | Oktober |
| Kw      | Mo      | Di      | Mi      | Do      | Fr      | Sa      | So      |
| ------- | ------- | ------- | ------- | ------- | ------- | ------- | ------- |
| 39      |         |         |         |         |         |         | 1       |
| 40      | 2       | 3       | 4       | 5       | 6       | 7       | 8       |
| 41      | 9       | 10      | 11      | 12      | 13      | 14      | 15      |
| 42      | 16      | 17      | 18      | 19      | 20      | 21      | 22      |
| 43      | 23      | 24      | 25      | 26      | 27      | 28      | 29      |
| 44      | 30      | 31      |         |         |         |         |         |

| November | November | November | November | November | November | November | November |
| Kw       | Mo       | Di       | Mi       | Do       | Fr       | Sa       | So       |
| -------- | -------- | -------- | -------- | -------- | -------- | -------- | -------- |
| 44       |          |          | 1        | 2        | 3        | 4        | 5        |
| 45       | 6        | 7        | 8        | 9        | 10       | 11       | 12       |
| 46       | 13       | 14       | 15       | 16       | 17       | 18       | 19       |
| 47       | 20       | 21       | 22       | 23       | 24       | 25       | 26       |
| 48       | 27       | 28       | 29       | 30       |          |          |          |

| Dezember | Dezember | Dezember | Dezember | Dezember | Dezember | Dezember | Dezember |
| Kw       | Mo       | Di       | Mi       | Do       | Fr       | Sa       | So       |
| -------- | -------- | -------- | -------- | -------- | -------- | -------- | -------- |
| 48       |          |          |          |          | 1        | 2        | 3        |
| 49       | 4        | 5        | 6        | 7        | 8        | 9        | 10       |
| 50       | 11       | 12       | 13       | 14       | 15       | 16       | 17       |
| 51       | 18       | 19       | 20       | 21       | 22       | 23       | 24       |
| 52       | 25       | 26       | 27       | 28       | 29       | 30       | 31       |

| Januar | Januar | Januar | Januar | Januar | Januar | Januar | Januar |
| Kw     | Mo     | Di     | Mi     | Do     | Fr     | Sa     | So     |
| ------ | ------ | ------ | ------ | ------ | ------ | ------ | ------ |
| 52     |        |        |        |        |        |        | 1      |
| 1      | 2      | 3      | 4      | 5      | 6      | 7      | 8      |
| 2      | 9      | 10     | 11     | 12     | 13     | 14     | 15     |
| 3      | 16     | 17     | 18     | 19     | 20     | 21     | 22     |
| 4      | 23     | 24     | 25     | 26     | 27     | 28     | 29     |
| 5      | 30     | 31     |        |        |        |        |        |

| Februar | Februar | Februar | Februar | Februar | Februar | Februar | Februar |
| Kw      | Mo      | Di      | Mi      | Do      | Fr      | Sa      | So      |
| ------- | ------- | ------- | ------- | ------- | ------- | ------- | ------- |
| 5       |         |         | 1       | 2       | 3       | 4       | 5       |
| 6       | 6       | 7       | 8       | 9       | 10      | 11      | 12      |
| 7       | 13      | 14      | 15      | 16      | 17      | 18      | 19      |
| 8       | 20      | 21      | 22      | 23      | 24      | 25      | 26      |
| 9       | 27      | 28      |         |         |         |         |         |

| März | März | März | März | März | März | März | März |
| Kw   | Mo   | Di   | Mi   | Do   | Fr   | Sa   | So   |
| ---- | ---- | ---- | ---- | ---- | ---- | ---- | ---- |
| 9    |      |      | 1    | 2    | 3    | 4    | 5    |
| 10   | 6    | 7    | 8    | 9    | 10   | 11   | 12   |
| 11   | 13   | 14   | 15   | 16   | 17   | 18   | 19   |
| 12   | 20   | 21   | 22   | 23   | 24   | 25   | 26   |
| 13   | 27   | 28   | 29   | 30   | 31   |      |      |

| April | April | April | April | April | April | April | April |
| Kw    | Mo    | Di    | Mi    | Do    | Fr    | Sa    | So    |
| ----- | ----- | ----- | ----- | ----- | ----- | ----- | ----- |
| 13    |       |       |       |       |       | 1     | 2     |
| 14    | 3     | 4     | 5     | 6     | 7     | 8     | 9     |
| 15    | 10    | 11    | 12    | 13    | 14    | 15    | 16    |
| 16    | 17    | 18    | 19    | 20    | 21    | 22    | 23    |
| 17    | 24    | 25    | 26    | 27    | 28    | 29    | 30    |

| Mai | Mai | Mai | Mai | Mai | Mai | Mai | Mai |
| Kw  | Mo  | Di  | Mi  | Do  | Fr  | Sa  | So  |
| --- | --- | --- | --- | --- | --- | --- | --- |
| 18  | 1   | 2   | 3   | 4   | 5   | 6   | 7   |
| 19  | 8   | 9   | 10  | 11  | 12  | 13  | 14  |
| 20  | 15  | 16  | 17  | 18  | 19  | 20  | 21  |
| 21  | 22  | 23  | 24  | 25  | 26  | 27  | 28  |
| 22  | 29  | 30  | 31  |     |     |     |     |

| Juni | Juni | Juni | Juni | Juni | Juni | Juni | Juni |
| Kw   | Mo   | Di   | Mi   | Do   | Fr   | Sa   | So   |
| ---- | ---- | ---- | ---- | ---- | ---- | ---- | ---- |
| 22   |      |      |      | 1    | 2    | 3    | 4    |
| 23   | 5    | 6    | 7    | 8    | 9    | 10   | 11   |
| 24   | 12   | 13   | 14   | 15   | 16   | 17   | 18   |
| 25   | 19   | 20   | 21   | 22   | 23   | 24   | 25   |
| 26   | 26   | 27   | 28   | 29   | 30   |      |      |

| Juli | Juli | Juli | Juli | Juli | Juli | Juli | Juli |
| Kw   | Mo   | Di   | Mi   | Do   | Fr   | Sa   | So   |
| ---- | ---- | ---- | ---- | ---- | ---- | ---- | ---- |
| 26   |      |      |      |      |      | 1    | 2    |
| 27   | 3    | 4    | 5    | 6    | 7    | 8    | 9    |
| 28   | 10   | 11   | 12   | 13   | 14   | 15   | 16   |
| 29   | 17   | 18   | 19   | 20   | 21   | 22   | 23   |
| 30   | 24   | 25   | 26   | 27   | 28   | 29   | 30   |
| 31   | 31   |      |      |      |      |      |      |

| August | August | August | August | August | August | August | August |
| Kw     | Mo     | Di     | Mi     | Do     | Fr     | Sa     | So     |
| ------ | ------ | ------ | ------ | ------ | ------ | ------ | ------ |
| 31     |        | 1      | 2      | 3      | 4      | 5      | 6      |
| 32     | 7      | 8      | 9      | 10     | 11     | 12     | 13     |
| 33     | 14     | 15     | 16     | 17     | 18     | 19     | 20     |
| 34     | 21     | 22     | 23     | 24     | 25     | 26     | 27     |
| 35     | 28     | 29     | 30     | 31     |        |        |        |

| September | September | September | September | September | September | September | September |
| Kw        | Mo        | Di        | Mi        | Do        | Fr        | Sa        | So        |
| --------- | --------- | --------- | --------- | --------- | --------- | --------- | --------- |
| 35        |           |           |           |           | 1         | 2         | 3         |
| 36        | 4         | 5         | 6         | 7         | 8         | 9         | 10        |
| 37        | 11        | 12        | 13        | 14        | 15        | 16        | 17        |
| 38        | 18        | 19        | 20        | 21        | 22        | 23        | 24        |
| 39        | 25        | 26        | 27        | 28        | 29        | 30        |           |

| Oktober | Oktober | Oktober | Oktober | Oktober | Oktober | Oktober | Oktober |
| Kw      | Mo      | Di      | Mi      | Do      | Fr      | Sa      | So      |
| ------- | ------- | ------- | ------- | ------- | ------- | ------- | ------- |
| 39      |         |         |         |         |         |         | 1       |
| 40      | 2       | 3       | 4       | 5       | 6       | 7       | 8       |
| 41      | 9       | 10      | 11      | 12      | 13      | 14      | 15      |
| 42      | 16      | 17      | 18      | 19      | 20      | 21      | 22      |
| 43      | 23      | 24      | 25      | 26      | 27      | 28      | 29      |
| 44      | 30      | 31      |         |         |         |         |         |

| November | November | November | November | November | November | November | November |
| Kw       | Mo       | Di       | Mi       | Do       | Fr       | Sa       | So       |
| -------- | -------- | -------- | -------- | -------- | -------- | -------- | -------- |
| 44       |          |          | 1        | 2        | 3        | 4        | 5        |
| 45       | 6        | 7        | 8        | 9        | 10       | 11       | 12       |
| 46       | 13       | 14       | 15       | 16       | 17       | 18       | 19       |
| 47       | 20       | 21       | 22       | 23       | 24       | 25       | 26       |
| 48       | 27       | 28       | 29       | 30       |          |          |          |

| Dezember | Dezember | Dezember | Dezember | Dezember | Dezember | Dezember | Dezember |
| Kw       | Mo       | Di       | Mi       | Do       | Fr       | Sa       | So       |
| -------- | -------- | -------- | -------- | -------- | -------- | -------- | -------- |
| 48       |          |          |          |          | 1        | 2        | 3        |
| 49       | 4        | 5        | 6        | 7        | 8        | 9        | 10       |
| 50       | 11       | 12       | 13       | 14       | 15       | 16       | 17       |
| 51       | 18       | 19       | 20       | 21       | 22       | 23       | 24       |
| 52       | 25       | 26       | 27       | 28       | 29       | 30       | 31       |

## Ereignisse

### Politik und Weltgeschehen

#### Portugal/Brasilien
- 26. April: Nach dem Tode seines Vaters Johann VI. besteigt Kaiser Peter I. von Brasilien als Peter IV. den Thron von Portugal.
- 29. April: In Portugal tritt die Verfassungscharta, die zweite Verfassung des Landes in Kraft.
- 2. Mai: Peter IV. von Portugal dankt zugunsten seiner Tochter Maria II. ab, behält jedoch den brasilianischen Thron. Da Königin Maria II. noch minderjährig ist, führt Isabella Maria von Portugal die Regentschaft.

#### Russland/Osmanisches Reich

Eugène Delacroix: Griechenland auf den Ruinen von Mesolongi

- 4. April: Im Rahmen des seit 1821 andauernden griechischen Freiheitskampfs schließen Russland und Großbritannien in St. Petersburg ein Abkommen, das die Schaffung eines unabhängigen griechischen Staates unter osmanischer Oberhoheit vorsieht. Frankreich tritt diesem „Petersburger Protokoll“ im Juli 1827 bei.
- 10. April: Die Einwohner der im Zuge der Griechischen Revolution seit einem Jahr von osmanischen Truppen belagerten Stadt Mesolongi versuchen einen Ausbruch, der verraten wird und in einem Massaker an den Fliehenden endet.
- 14./15. Juni: Nach einem Beschluss zur Auflösung der Janitscharen und einer dadurch ausgelösten Rebellion lässt Mahmud II. die Janitscharen vernichten, was er im Resultat als „Wohltätiges Ereignis“ bezeichnet.
- 6. Oktober: Der Vertrag von Akkerman, dem heutigen Bilhorod-Dnistrowskyj, zwischen Russland und dem Osmanischen Reich zwingt die Hohe Pforte, die Verhältnisse in Serbien und den Donaufürstentümern im russischen Sinne zu regeln.
- Russland unter Zar Nikolaus I. erobert einen Großteil von Armenien.

#### Weitere Ereignisse in Europa
- 31. Juli: In Valencia wird das letzte Todesurteil der Inquisition vollstreckt. Letztes Opfer ist der Lehrer Cayetano Ripoll, der angeblich häretische Lehren verbreitet hat.

#### Mittelamerika
- El Salvador: Ausbruch des Bürgerkriegs innerhalb der Zentralamerikanischen Konföderation

#### Asien
- 24. Februar: Das Reich Arakan in Südostasien unterstellt sich britischem Schutz. Es wird in Britisch-Indien integriert.
- Siams König Rama III. und der britische Gesandte Henry Burney unterzeichnen den Burney-Vertrag. Im Vertrag wird die siamesische Hoheit über die nördlichen Staaten der Malaien Kedah, Kelantan, Perlis und Terengganu bestätigt. Gleichzeitig wird die britische Herrschaft über Penang und dessen Recht auf ungestörten Handel mit Kelantan und Terengganu garantiert. Die malaiischen Staaten sind jedoch nicht Vertragspartner.
- Die Anuvong-Rebellion beginnt.

### Wirtschaft
- 15. Januar: In Paris erscheint die Erstausgabe der Satirezeitung Figaro. Das Blatt wird vierzig Jahre später zur Tageszeitung.
- 30. Januar: Die Menai Suspension Bridge zwischen der Insel Anglesey und dem Festland von Wales wird eröffnet.
- 1. Juli: Georg Christian von Kessler gründet in Esslingen am Neckar die erste deutsche Sektkellerei.
- In Herend im Königreich Ungarn wird die bis heute bestehende Porzellanmanufaktur gegründet.

### Wissenschaft und Technik

#### Astronomie
- 27. Februar: Der österreichische Offizier und Amateurastronom Wilhelm von Biela entdeckt den nach ihm benannten Kometen. Bei einer Wiederkehr rund zwanzig Jahre später wird erstmals der Zerfall eines Kometen in mehrere Teile beobachtet.
- 10. März: John Herschel dokumentiert das Auffinden einer Galaxie im Sternbild Jungfrau, der jetzigen NGC 4380.
- 29. April: Der in Australien arbeitende schottische Astronom James Dunlop sichtet im Sternbild Zentaur die Galaxie NGC 4945, was den Beginn einer bemerkenswerten Entdeckungsserie einleitet:
  - 20. Mai die später als Starburstgalaxie eingestufte Balkenspirale NGC 1808 im Sternbild Taube,
  - 28. Mai die 60 Millionen Lichtjahre entfernte Riesengalaxie NGC 1566 im Schwertfisch,
  - 30. Juni die 25 Millionen Lichtjahre entfernte Galaxie NGC 6744 im Sternbild Pfau.
- In seinem letzten Jahr als Observator der wettermäßig günstigen Sternwarte Parramatta (New South Wales) entdeckt James Dunlop weiters:

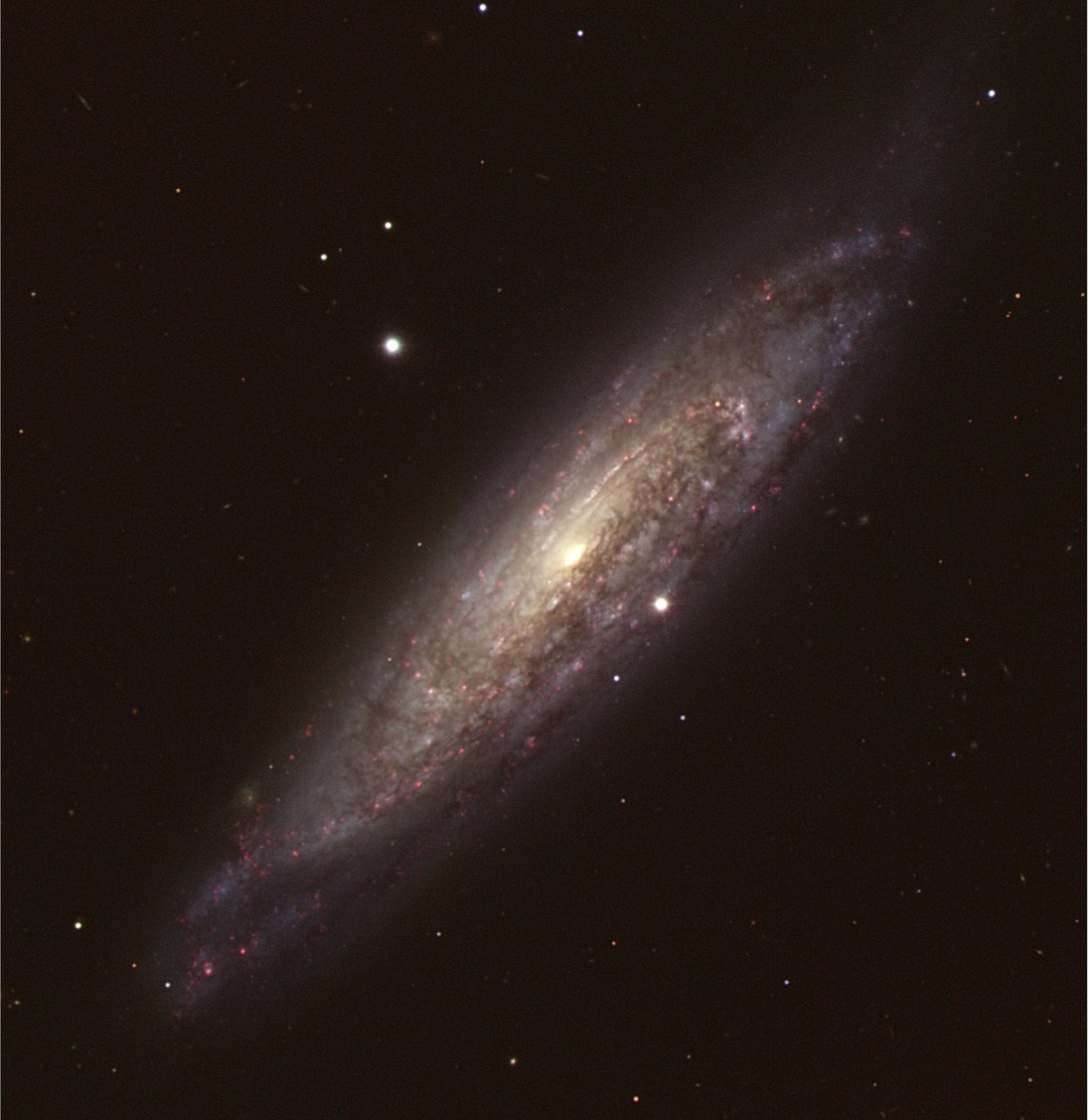
Galaxie NGC 134

- - 7. Juli im Sternbild Kranich die beiden Galaxien NGC 7552 und NGC 7582 sowie im Bildhauer die Galaxie NGC 134.
  - 14. Juli im Kranich die beiden Galaxien NGC 7410 und NGC 7590 sowie im Bildhauer die Galaxie NGC 7793.
  - 3. August erstmals ein blauer Kugelsternhaufen in der Großen Magellanschen Wolke. Er wird später als NGC 1818 katalogisiert.
  - 4. August die Galaxien NGC 7049 im Sternbild Inder und die Galaxie NGC 55 im Bildhauer.
  - 5. August die Galaxien NGC 300 im Sternbild Bildhauer und NGC 986 im Sternbild Chemischer Ofen.
- Am 2. September und in den Folgetagen bei einer Durchmusterung des Südhimmels mehrere Galaxien:
  - NGC 1316 und NGC 1380 im Chemischen Ofen,
  - den Kugelsternhaufen NGC 419 im Tukan,
  - und NGC 1493 im Sternbild Eridanus;
  - 5. September im Sternbild Phönix die heute als NGC 7689 bekannte Balkenspiralgalaxie,
  - 27. und 28. September die Galaxien NGC 1313 (Sternbild Netz) und NGC 1433 (Sternbild Pendeluhr),
  - 4. Oktober in der Taube die Galaxie NGC 1792,
  - 29. Oktober im Eridanus die Galaxien NGC 1487 und NGC 1532,
  - 5. November im Schwertfisch die Galaxien NGC 1549, NGC 1617 und NGC 1672 sowie
  - 24. November wiederum im Sternbild Chemischer Ofen die Galaxie NGC 1350.

#### Kartographie
- Die Beagle sticht zu einer ersten Vermessungsreise an die Küste Südamerikas in See.

#### Lehre und Forschung
- 11. Februar: Die University of London entsteht als Alternative zu den religiös geprägten Universitäten von Oxford und Cambridge.
- 14. Dezember: Bei einem Vortrag in Berlin verwendet der Wissenschaftler Carl Ritter erstmals die Worte Orografie (Höhenbeschreibung) und Hypsometrie (Höhenmessung), die sich als Fachbegriffe durchsetzen.
- Die Ludwig-Maximilians-Universität wird durch König Ludwig I. von Landshut nach München verlegt.

#### Technische Erfindungen
- 27. November: Der Apotheker John Walker erfindet das Streichholz, das jedoch unregelmäßig brennt und noch unangenehm riecht.
- Erste Fotografie der Welt durch Joseph Nicéphore Nièpce
- Otto Unverdorben stellt erstmals Anilin aus Indigo her.
- Der ungarische Benediktiner und Naturwissenschaftler Ányos Jedlik erfindet das Sodawasser.

### Kultur

#### Bildende Kunst
- 7. April: In München legt König Ludwig I. den Grundstein für die Alte Pinakothek, die seine Gemäldesammlung aufnehmen wird.
- Elf Künstler gründen in Edinburgh die Royal Scottish Academy.

#### Musik und Theater
- 21. Februar: Die Uraufführung der Oper Caritea, Regina di Spagna von Saverio Mercadante erfolgt am Teatro La Fenice in Venedig.
- 19. März: In Genua wird der Grundstein für das Teatro Carlo Felice gelegt.
- 12. April: Im Londoner Royal Opera House kommt Carl Maria von Webers Oper Oberon zur Uraufführung. Das Libretto stammt von James Planché nach Christoph Martin Wieland.
- 30. Mai: Die Uraufführung der Oper Bianca e Fernando von Vincenzo Bellini am Teatro San Carlo in Neapel statt. Das Libretto stammt von Domenico Gilardoni. Der bei der Uraufführung anwesende Gaetano Donizetti äußert sich sehr positiv über das Werk.
- 25. Juli: Die heroisch-komische Oper Rolands Knappen von Heinrich Dorn wird in Berlin uraufgeführt.
- 9. Oktober: An der Académie Royale de Musique in Paris wird die Oper Le siège de Corinthe von Gioachino Rossini uraufgeführt. Das Libretto stammt von Luigi Balocchi und Alexandre Soumet. Die literarische Vorlage ist Maometto II, eine frühere erfolglose Oper des Komponisten. Das Stück, das den Zeitgeist der griechischen Unabhängigkeitsbewegung trifft, wird zu einem großen Erfolg, der jahrelang anhält.

### Gesellschaft
- Errichtung der Türkenkaserne in München

### Religion
- 17. Februar: Papst Leo XII. erkennt die Regularkleriker der Oblaten an, die Eugen von Mazenod als missionierende Gemeinschaft gegründet hat.
- 9. April: Der Rabbiner Isaak Mannheimer weiht den von Joseph Kornhäusel erbauten Stadttempel in Wien ein.

### Katastrophen
- Cholera-Epidemie in Indien

## Geboren

### Januar/Februar
- 06. Januar: Adolf Kirchhoff, deutscher Altphilologe und Altertumsforscher († 1908)
- 09. Januar: August Anschütz, deutscher Rechtswissenschaftler († 1874)
- 11. Januar: Giuseppe Battaglini, italienischer Mathematiker († 1894)
- 12. Januar: Alfred Deléhelle, französischer Komponist († 1893)
- 13. Januar: Géraud-Marie Soubrier, französischer Geistlicher und römisch-katholischer Bischof von Oran († 1899)
- 15. Januar: Clementine Abel, deutsche Schriftstellerin († 1905)
- 17. Januar: James N. Tyner, US-amerikanischer Politiker († 1904)
- 18. Januar: Joseph-Henri Altès, französischer Flötist und Komponist († 1895)
- 19. Januar: Gustav Hertzberg, Professor für Geschichte an der Universität Halle († 1907)
- 24. Januar: Friedrich Bötticher, Oberbürgermeister von Magdeburg († 1895)
- 27. Januar: Michail Saltykow-Schtschedrin, russischer Schriftsteller und Satiriker († 1889)
- 27. Januar: Richard Taylor, US-amerikanischer Politiker und Südstaaten-General († 1879)
- 28. Januar: Louis Favre, Schweizer Ingenieur, verantwortlich für den Bau des Gotthardtunnels († 1879)
- 02. Februar: Napoléon Alkan, französischer Komponist und Musikpädagoge († 1906)
- 03. Februar: Walter Bagehot, britischer Ökonom, Journalist, Verfassungstheoretiker († 1877)
- 03. Februar: Hermann Schubert, österreichischer Benediktiner, Prediger und Seelsorger († 1892)
- 04. Februar: Halbert E. Paine, US-amerikanischer Politiker und General († 1905)
- 07. Februar: Jakob Friedrich Alois Hemberger, deutscher Architekt und großherzoglich badischer Baubeamter († 1906)
- 11. Februar: Heinrich Vieweg, deutscher Verlagsbuchhändler († 1890)
- 14. Februar: Albin Ackermann-Teubner, deutscher Verleger und Buchhändler († 1903)
- 14. Februar: Charles-Gustave Smith, kanadischer Organist, Komponist, Maler und Musikpädagoge († 1896)
- 14. Februar: Frederik Christian Lund, dänischer Genre- und Porträtmaler († 1901)
- 15. Februar: George Johnstone Stoney, irischer Physiker († 1911)
- 16. Februar: Franz von Holstein, deutscher Komponist († 1878)
- 16. Februar: Joseph Victor von Scheffel, deutscher Schriftsteller und Dichter († 1886)
- 16. Februar: Walpurga Schindl, Tiroler Dichterin († 1872)
- 17. Februar: Adam Krolczyk, deutscher evangelischer Missionar in China († 1872)
- 18. Februar: Lea Frederika Ahlborn, schwedische Künstlerin († 1897)
- 19. Februar: Claus Pavels Riis, norwegischer Dichter († 1886)
- 22. Februar: Samuel James Renwick McMillan, US-amerikanischer Jurist und Politiker († 1897)
- 25. Februar: John B. Page, US-amerikanischer Politiker († 1885)

### März/April
- 01. März: John Thomas, walisischer Harfenist und Komponist († 1913)
- 03. März: Benno Schmidt, deutscher Mediziner und Hochschullehrer († 1896)
- 05. März: Heinrich Ludwig Banck, deutscher Bankier und Kaufmann († 1895)
- 05. März: Wilhelmine Guischard, deutsche Schriftstellerin († 1896)
- 06. März: Marietta Alboni, Opernsängerin († 1894)
- 06. März: Emil Heinrich Otto Müller, deutscher Altphilologe und Pädagoge. († 1914)
- 07. März: John Davis, US-amerikanischer Politiker († 1907)
- 12. März: Robert Lowry, baptistischer Geistlicher und Komponist († 1899)
- 14. März: Joseph Brunner, österreichischer Maler und Graphiker († 1893)
- 19. März: Stanislas Graf von Escayrac de Lauture, französischer Afrikaforscher († 1868)
- 19. März: José María Medina, Präsident von Honduras († 1878)
- 20. März: Augustus Wollaston Franks, britischer Altertumsforscher und Kurator des Britischen Museums († 1897)
- 21. März: Louis Arsène Delaunay, französischer Schauspieler († 1903)
- 23. März: Léon Minkus, österreichischer Ballettkomponist († 1917)
- 27. März: Ernst Andolt, deutscher Schriftsteller, Jurist und Politiker († 1901)
- 27. März: Johannes Overbeck, deutscher Klassischer Archäologe († 1895)
- 29. März: Christian Almer, Bergführer, Bergsteiger († 1898)

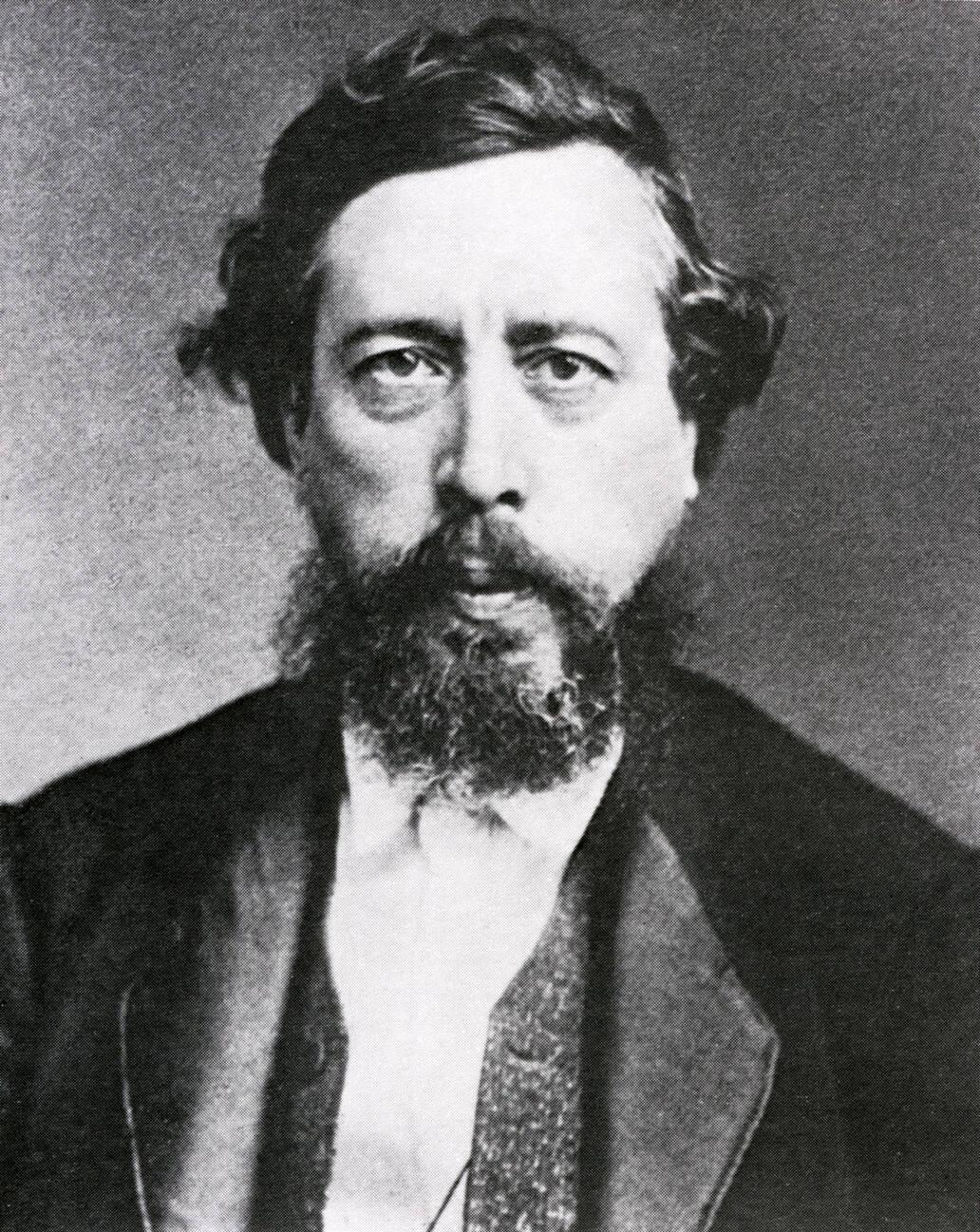
Wilhelm Liebknecht, 1870er

- 29. März: Wilhelm Liebknecht, Mitbegründer der SPD, MdR († 1900)
- 02. April: Georg II., deutscher Adliger, Förderer des Theaters und Regisseur († 1914)
- 02. April: Henry Howard, US-amerikanischer Politiker († 1905)
- 03. April: Vincent Adler, ungarischer Komponist und Pianist († 1871)
- 04. April: Zénobe Gramme, belgischer Elektriker und Konstrukteur († 1901)
- 04. April: Herrmann Julius Meyer, deutscher Verleger († 1909)
- 05. April: Friedrich Schünemann-Pott, US-amerikanischer Freidenker und deutscher Theologe († 1891)
- 06. April: Gustave Moreau, französischer Maler († 1898)
- 07. April: Hermann Berens, deutscher Pianist und Komponist († 1880)
- 09. April: Francis B. Stockbridge, US-amerikanischer Politiker († 1894)
- 10. April: Marie Léonie Manière, französische Kommunardin († 1887)
- 13. April: Heinrich Bosshard, Schweizer Unternehmer und Politiker († 1897)
- 25. April: John Routt, US-amerikanischer Politiker († 1907)
- 30. April: Georg von Babich, österreichischer Feldmarschallleutnant († 1890)
- 30. April: Julius von Ficker, deutsch-österreichischer Historiker († 1902)
- 30. April: Jonathan Ross, US-amerikanischer Politiker († 1905)

### Mai/Juni
- 01. Mai: Heinrich Bertram, deutscher Pädagoge († 1904)
- 03. Mai: Karl XV., König von Schweden († 1872)
- 04. Mai: Frederic Edwin Church, US-amerikanischer Landschaftsmaler († 1900)
- 05. Mai: Eugénie de Montijo, Ehefrau von Napoleon III., Kaiserin von Frankreich († 1920)
- 09. Mai: Oscar Berger-Levrault, französischer Philatelist († 1903)
- 13. Mai: Hermann von Schlagintweit, deutscher Naturforscher und Entdecker († 1882)
- 15. Mai: Henri Mouhot, französischer Naturalist und Forschungsreisender († 1861)
- 21. Mai: Lucien Dautresme, französischer Politiker und Komponist († 1892)
- 21. Mai: Gabriel Hubert Iser, deutscher Reichsgerichtsrat († 1907)
- 21. Mai: Adolf Heinrich Lier, Südtiroler Landschaftsmaler († 1882)
- 23. Mai: Kaspar Eisenkolb, rumäniendeutscher Komponist († 1913)
- 24. Mai: Marie Goegg-Pouchoulin, erste Frauenrechtlerin der Schweiz († 1899)
- 26. Mai: Richard Christopher Carrington, englischer Astronom und bekannter Sonnenforscher († 1875)
- 27. Mai: Marie Helene Aarestrup, norwegische Genre-, Porträt- und Tiermalerin († 1919)
- 28. Mai: B. Gratz Brown, US-amerikanischer Politiker († 1885)
- 28. Mai: Carl Johann Lüdecke, deutscher Architekt († 1894)
- 01. Juni: Carl Bechstein, deutscher Klavierbauer († 1900)
- 08. Juni: Thomas Faed, britischer Maler des Realismus († 1900)
- 14. Juni: Sigmund Aschrott, deutscher Industrieller und Städtebauer († 1915)
- 15. Juni: Josef Pischna, böhmischer Pianist und Komponist († 1896)
- 16. Juni: Eduard Crüsemann, Großkaufmann und Mitbegründer des Norddeutschen Lloyd († 1869)
- 16. Juni: John Pool, US-amerikanischer Politiker († 1884)
- 21. Juni: Georg von Neumayer, deutscher Geophysiker und Polarforscher († 1909)
- 24. Juni: Theodor Formes, deutscher Opernsänger (Tenor) († 1874)
- 24. Juni: Theodore Fitz Randolph, US-amerikanischer Politiker († 1883)
- 26. Juni: Adolf Bastian, deutscher Ethnologe, Hochschullehrer, Sammler († 1905)
- 27. Juni: Franz Xaver von Zottmann, deutscher Bischof der Wolgadeutschen in Saratow († 1901)
- 28. Juni: Adalbert Förtsch, deutscher Orgelbauer († 1899)

### Juli/August
- 03. Juli: Rudolf Westphal, deutscher Altphilologe († 1892)
- 04. Juli: Angus Cameron, US-amerikanischer Politiker († 1897)
- 06. Juli: Nicolaas Wilhelm Pieter Rauwenhoff, niederländischer Biologe († 1909)
- 08. Juli: Friedrich Chrysander, deutscher Musikwissenschaftler († 1901)
- 11. Juli: John Fowler, englischer Erfinder und Ingenieur († 1864)
- 11. Juli: Franz Grashof, deutscher Ingenieur († 1893)
- 16. Juli: Carl Richard Zanders, deutscher Papierfabrikant († 1870)
- 18. Juli: Mariano Ignacio Prado, peruanischer Staatspräsident († 1901)
- 22. Juli: Julius Stockhausen, deutscher Sänger, Gesangspädagoge und Dirigent († 1906)
- 23. Juli: Alexander Afanassjew, Erforscher russischer Märchen († 1871)
- 26. Juli: John Irvin Gregg, US-amerikanischer General im Sezessionskrieg († 1892)
- 27. Juli: Adolph von Hansemann, deutscher Bankier († 1903)
- 30. Juli: Reinhard Friedrich von Adelebsen, deutscher Politiker († 1883)
- 31. Juli: George Hoadly, US-amerikanischer Politiker († 1902)
- 02. August: John P. Stockton, US-amerikanischer Politiker († 1900)
- 04. August: Johann Jakob Nater der Ältere, Schweizer Komponist, Organist und Dirigent († 1906)
- 05. August: Paul Stumpf, deutscher Politiker und Fabrikant († 1912)
- 06. August: Rolf Boldrewood, australischer Autor († 1915)
- 06. August:  Marie von Wartenberg, deutsche Malerin († 1917)
- 07. August: August Engelbrekt Ahlqvist, finnischer Sprachforscher († 1889)
- 08. August: Charles Galibert, französischer Komponist († 1858)
- 10. August: Ramon Martí i Alsina, katalanischer Maler († 1894)
- 13. August: William Thomas Best, englischer Organist († 1897)
- 15. August: Theodor Albert Anton Muther, deutscher Rechtswissenschaftler und Historiker († 1878)
- 21. August: Carl Gegenbaur, deutscher Forscher († 1903)
- 22. August: Johann Joseph Bohrer, Schweizer römisch-katholischer Geistlicher († 1902)

### September/Oktober
- 03. September: Wilhelm Speidel, deutscher Komponist, Pianist und Hochschullehrer († 1899)
- 06. September: Heinrich von Maltzan, deutscher Orientalist und Schriftsteller († 1874)
- 06. September: Leopold Ullstein, deutscher Verleger († 1899)
- 07. September: Armand David, französischer Lazarist und Naturforscher († 1900)
- 08. September: Disma Fumagalli, italienischer Komponist und Musikpädagoge († 1893)
- 09. September: Friedrich I., badischer Großherzog († 1907)
- 12. September: Otto Michaelis, Wirtschaftsliberaler, Journalist und Politiker († 1890)
- 12. September: Richard Pohl, Komponist und Musikschriftsteller († 1896)
- 13. September: Rudolf Henneberg, Maler († 1876)
- 16. September: Ernst I., Herzog von Sachsen-Altenburg († 1908)

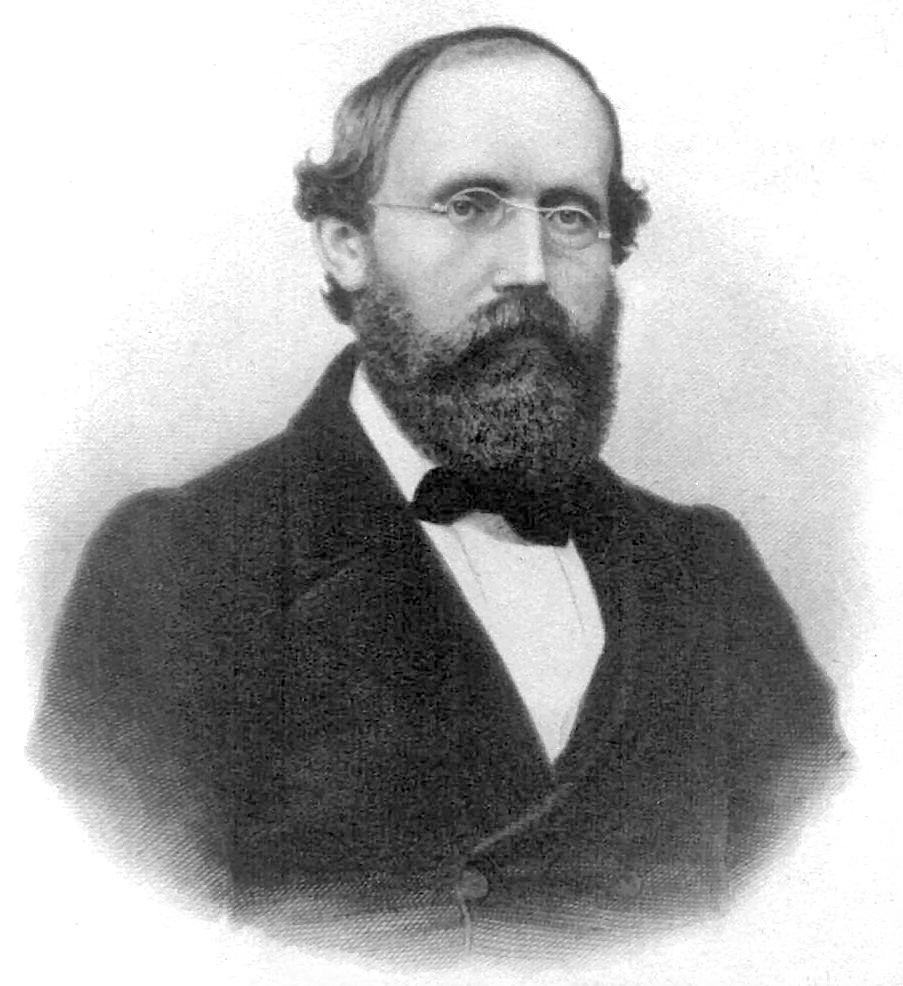
Bernhard Riemann, 1863

- 17. September: Bernhard Riemann, deutscher Mathematiker († 1866)
- 20. September: Carl Wilhelm Julius Appelius, deutscher Jurist († 1900)
- 21. September: Carl Friedrich Buchholz, deutscher Orgelbauer († 1885)
- 21. September: Gustave Moynier, Jurist und Mitbegründer des Internationalen Komitees vom Roten Kreuz († 1910)
- 01. Oktober: Carl Theodor von Piloty, deutscher Maler († 1886)
- 02. Oktober: Paul Emanuel Spieker, deutscher Architekt († 1896)
- 02. Oktober: Gustav Heinrich Wiedemann, deutscher Physiker († 1899)
- 07. Oktober: Eugène Pruyssnaere, belgischer Afrikaforscher († 1864)
- 07. Oktober: William B. Bate, US-amerikanischer Politiker und Generalmajor im konföderierten Heer († 1905)
- 08. Oktober: Emily Blackwell, US-amerikanische Ärztin und Frauenrechtlerin († 1910)
- 08. Oktober: Matt Whitaker Ransom, US-amerikanischer Offizier und Politiker († 1904)
- 13. Oktober: Lafayette C. Baker, US-amerikanischer Spion und Nachrichtenoffizier († 1868)
- 17. Oktober: Hermann Ludwig von Wartensleben, preußischer General († 1921)
- 18. Oktober: Wilhelm Walther, deutscher Künstler, Professor und Erschaffer des Fürstenzuges in Dresden († 1913)
- 19. Oktober: Colomba Antonietti, italienische Patriotin († 1849)
- 20. Oktober: Christian Wilhelm Ludwig Abel, deutscher Militärarzt († 1892)
- 21. Oktober: Sophie Förster, deutsche Opern-, Konzert- und Bühnensängerin († 1899)
- 28. Oktober: Wilhelm Christoph Friedrich Arnold, deutscher Jurist, Rechts-, Wirtschafts- und Kulturhistoriker und Politiker († 1883)
- 31. Oktober: Joseph Roswell Hawley, US-amerikanischer Politiker und Gouverneur von Connecticut († 1905)

### November/Dezember
- 01. November: John Roberts Reading, US-amerikanischer Politiker († 1886)
- 10. November: Oden Bowie, US-amerikanischer Politiker († 1894)
- 11. November: Johann Nepomuk Martin von Appel, österreichischer General († 1906)
- 14. November: Heinrich Lang, deutscher Theologe († 1876)
- 19. November: William Crowninshield Endicott, US-amerikanischer Politiker († 1900)
- 21. November: Christian Wilhelm Ludwig von Abeken, deutscher Politiker († 1890)
- 22. November: Hyacinthe Aube, französischer Admiral und Gouverneur von Martinique († 1890)

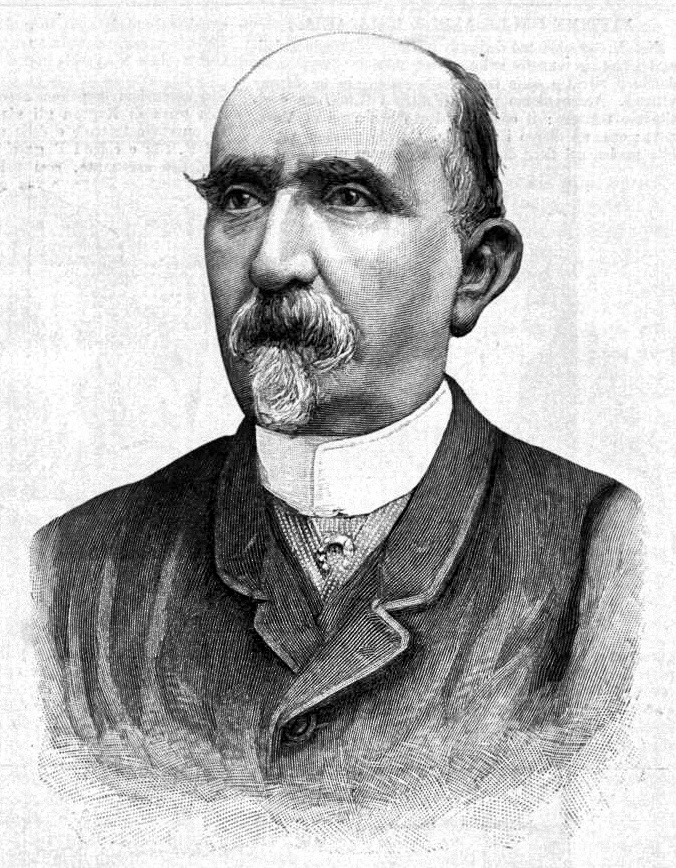
Carlo Collodi

- 23. November: Hermann Rudolph Aubert, deutscher Physiologe († 1892)
- 24. November: Carlo Collodi, italienischer Schriftsteller (Pinocchio) († 1890)
- 01. Dezember: Sereno Watson, US-amerikanischer Botaniker († 1892)
- 03. Dezember: George B. McClellan, US-amerikanischer Politiker und General († 1885)
- 04. Dezember: Johann von Lutz, bayerischer Politiker († 1890)
- 08. Dezember: Friedrich Siemens, deutscher Industrieller († 1904)
- 07. Dezember: Filippo Pagnamenta, Schweizer Politiker und italienischer Generalmajor († 1892)
- 07. Dezember: Edmund Gibson Ross, US-amerikanischer Politiker († 1907)
- 10. Dezember: John Henry Kinkead, US-amerikanischer Politiker († 1904)
- 10. Dezember: Franz Susemihl, deutscher Altphilologe († 1901)
- 11. Dezember: August Ritter, Professor für Mechanik und Astrophysiker († 1908)
- 11. Dezember: Charlotte Vahldiek, deutsche Malerin († 1902)
- 15. Dezember: Louis-Joseph-Marie-Ange Vigne, französischer Geistlicher und römisch-katholischer Erzbischof von Avignon († 1895)
- 15. Dezember: Robert Waterman, US-amerikanischer Politiker († 1891)
- 16. Dezember: Giambattista Donati, italienischer Astronom († 1873)
- 18. Dezember: John Mercer Brooke, Militär, Professor und Erfinder († 1906)
- 18. Dezember: Theodor von Sickel, deutsch-österreichischer Historiker († 1908)
- 19. Dezember: Jakob Maurer, deutscher Landschaftsmaler († 1887)
- 21. Dezember: Tomás León, mexikanischer Komponist und Pianist († 1893)
- 26. Dezember: William Clayton Anderson, US-amerikanischer Politiker († 1861)
- 28. Dezember: Conrad Busken Huet, niederländischer Schriftsteller und Kritiker († 1886)
- 28. Dezember: James H. Slater, US-amerikanischer Politiker († 1899)
- 29. Dezember: Ludwig Ackermann, deutscher Politiker († unbekannt)
- 29. Dezember: Leopold von Pebal, österreichischer Chemiker († 1887)
- 31. Dezember: Henry Hiles, englischer Komponist, Organist und Musikpädagoge († 1904)

### Genaues Geburtsdatum unbekannt
- Georg Ritter von Aichinger, österreichischer Adeliger († 1891)
- Francisco Júlio de Caldas Aulete, portugiesischer Politiker, Didaktiker, Romanist, Lusitanist und Lexikograf († 1878)
- Jules Holzapffel, französischer Maler († 1866)
- Mishkin-Qalam, persischer Kalligraf († 1912)

## Gestorben

### Januar bis April
- 01. Januar: William Kennedy, US-amerikanischer Politiker (* 1775)
- 03. Januar: Louis Gabriel Suchet, Marschall von Frankreich (* 1770)
- 09. Januar: Gottlieb Hiller, deutscher Tagelöhner und Schriftsteller (* 1778)
- 10. Januar: Christian Traugott Koch, deutscher Jurist und Politiker (* 1752)
- 15. Januar: Nikolai Petrowitsch Rumjanzew, russischer Gelehrter und Staatsmann (* 1754)
- 17. Januar: Juan Crisóstomo de Arriaga, spanischer Violinist und Komponist (* 1806)
- 17. Januar: Anton Attems, österreichischer Generalmajor (* 1826)
- 21. Januar: Johann Georg Vogel, deutscher evangelischer Geistlicher und Bienenzüchter (* 1739)
- 23. Januar: Abraham Woodhull, US-amerikanischer Spion (* 1750)
- 24. Januar: Henry H. Chambers, US-amerikanischer Politiker (* 1790)
- 26. Januar: Christian Gottlob Thube, deutscher evangelischer Theologe, Mystiker und Prophet (* 1742)
- 30. Januar: Fjodor Rostoptschin, russischer General und Minister (* 1763)
- 02. Februar: Jean Anthelme Brillat-Savarin, französischer Schriftsteller und Gastronomiekritiker (* 1755)
- 03. Februar: Karl Gottlieb von Tschepe, preußischer Generalmajor (* 1740)
- 10. Februar: Pauline Buisson, eine in der Karibik geborene Sklavin, die in Yverdon tätig war (* 1750)
- 11. Februar: Karl Göldlin von Tiefenau, österreichischer Oberst und Ritter des Maria-Theresia-Ordens (* 1759)
- 14. Februar: Johannes Daniel Falk, Theologe und Schriftsteller (* 1768)
- 14. Februar: Meyer Simon Weyl, deutscher Rabbiner und Dajan (* 1744)
- 15. Februar: Joseph Wanton Morrison, britischer General (* 1783)
- 15. Februar: Scipione Breislak, italienischer Geologe (* 1750)
- 15. Februar: Johann Gottlob Friedrich Zenker, preußischer Beamter (* 1753)
- 16. Februar: Johann Gottfried Jentzsch, deutscher Landschaftsmaler, Zeichner und Kupferstecher (* 1759)
- 17. Februar: Thaddäus Damm, Beamter während der Habsburgermonarchie (* 1775)
- 18. Februar: Gotthelf Ehrenfried Richter, preußischer Gutsbesitzer und Beamter (* 1759)
- 18. Februar: Ludwig von Taubadel, preußischer Landrat (* 1786)
- 20. Februar: Matthew Murray, englischer Ingenieur (* 1765)
- 21. Februar: Dietrich Leberecht von Schimonsky, preußischer Generalmajor (* 1740)
- 22. Februar: Georg Libor Eyrich, deutscher römisch-katholischer Theologe und Hochschullehrer (* 1766)
- 26. Februar: John Gaillard, US-amerikanischer Politiker (* 1765)
- 01. März: Friedrich Weinbrenner, deutscher Architekt und Baumeister des Klassizismus (* 1766)
- 10. März: Johann VI., König von Portugal und Kaiser von Brasilien (* 1767)
- 13. März: Johann Friedrich Christoph Buff, deutscher evangelischer Geistlicher (* 1756)
- 13. März: Georg Heinrich Nöhden, deutsch-britischer Erzieher und Philologe (* 1770)
- 14. März: Jean-Baptiste Leschenault de La Tour, französischer Botaniker und Ornithologe (* 1773)
- 14. März: Sebastian Vitus Schlupf, deutscher Bildhauer (* 1761)
- 16. März: Johann Severin Vater, deutscher Theologe und Sprachforscher (* 1771)
- 23. März: Ernst Gottlieb Bengel, deutscher Theologe (* 1769)
- 24. März: Mathieu de Montmorency-Laval, französischer General und Staatsmann (* 1767)
- 24. März: Ernst Müller, deutscher Schriftsteller und Privatgelehrter (* 1764)
- 28. März: Jean-Jacques Lequeu, französischer Architekt (* 1757)
- 29. März: Karl Ehrenfried Günther, deutscher Pädagoge und Rektor (* 1826)
- 29. März: Domenico Pino, italienischer General in napoleonischen Diensten (* 1760)
- 29. März: Johann Heinrich Voß, deutscher Dichter und Übersetzer (* 1751)
- 02. April: Joseph Leopold Strickner, österreichischer Maler und Kupferstecher (* 1744)
- 03. April: Frantz Gotthard Howitz, dänischer Mediziner und Hochschullehrer (* 1789)
- 07. April: Lucie-Madeleine d’Estaing, französische Adlige und Mätresse Ludwigs XV. (* 1743)
- 07. April: Rudolph Jänisch, deutscher evangelisch-lutherischer Geistlicher (* 1750)
- 08. April: Maria Kunigunde von Sachsen, Stiftsdame und letzte Fürstäbtissin zu Essen (* 1740)
- 10. April: Thaddäus Müller, Schweizer Theologe (* 1763)
- 10. April: Nikolaos Stournaris, griechischer Armatole, General und Freiheitskämpfer (* 1775)
- 13. April: Franz Danzi, deutscher Komponist (* 1763)
- 19. April: Johann Georg Feldhann, deutscher Schulleiter und Philologe (* 1755)
- 20. April: Zygmunt Vogel, polnischer Maler, Zeichner und Pädagoge (* 1764)
- 23. April: Johann Georg Reichert, Berliner Bankdirektor (* 1750)

### Mai bis August
- 02. Mai: Antoni Malczewski, polnischer Dichter (* 1793)
- 13. Mai: Christian Kramp, elsässischer Arzt, Mathematiker und Physiker (* 1760)
- 13. Mai: Johann Baptist von Spix, deutscher Zoologe und Forscher (* 1781)
- 15. Mai: Johann Andreas Naumann, deutscher Ornithologe (* 1744)
- 16. Mai: Louise von Baden, Tochter des Markgrafen Karl Ludwig von Baden (* 1779)
- 16. Mai: Christian Friedrich Richter, deutscher Mediziner (* 1744)
- 18. Mai: Karl Christian Gottlieb Sturm, deutscher Agrarökonom (* 1780)
- 21. Mai: Georg Friedrich von Reichenbach, bayerischer Erfinder und Ingenieur (* 1771)
- 24. Mai: Friedrich Ernst Fesca, deutscher Komponist (* 1789)
- 25. Mai: Amarindra, thailändischer König (* 1737)
- 27. Mai: Adam Gottlieb Lange, deutscher evangelischer Geistlicher (* 1762)
- 29. Mai: Wilhelm Jacob Jagwitz, preußischer Beamter (* 1752)
- 30. Mai: André Coindre, französischer kath. Priester und Ordensgründer (* 1787)
- 01. Juni: Johann Friedrich Oberlin, deutscher Pfarrer und Sozialpionier (* 1740)

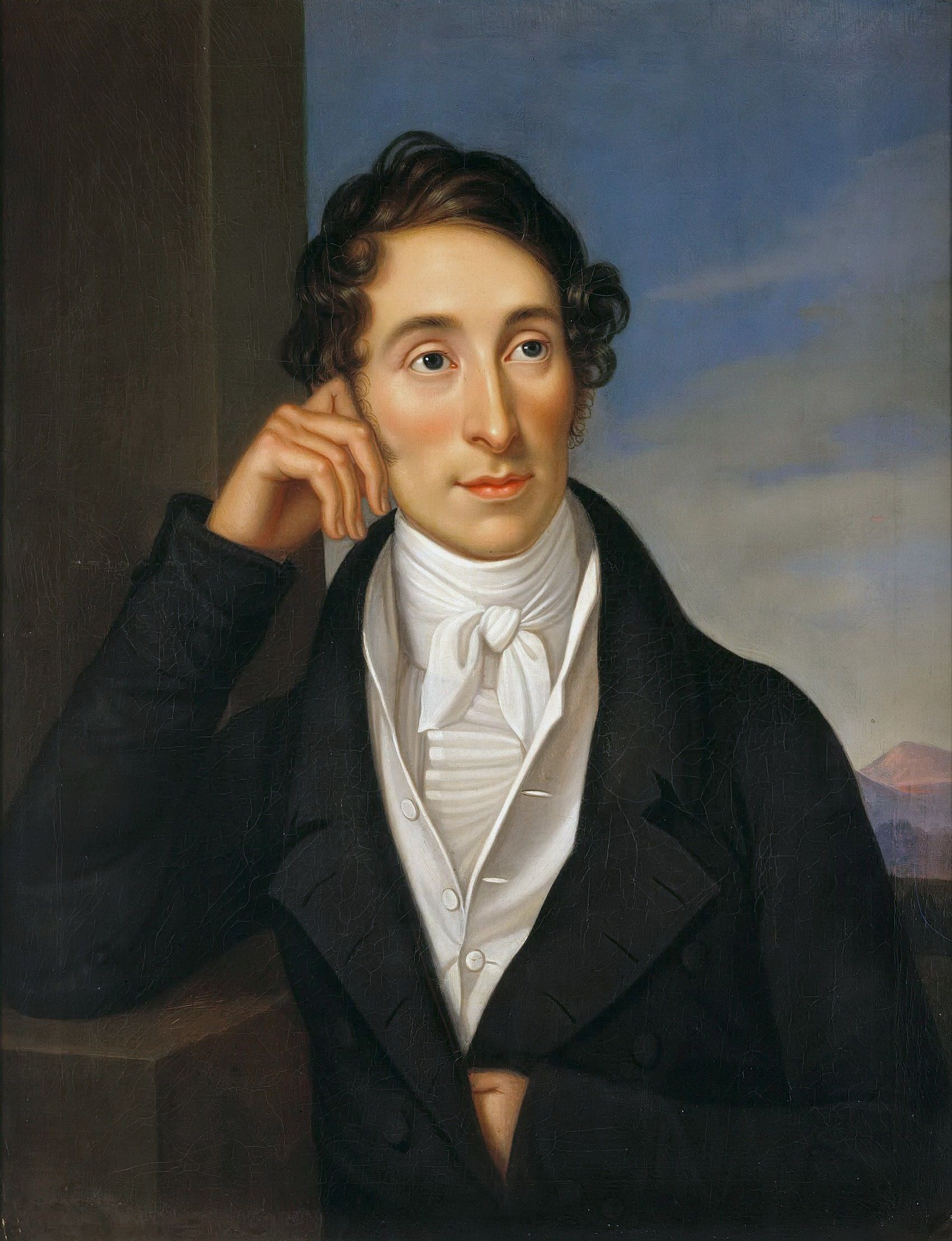
Carl Maria von Weber, 1821

- 05. Juni: Carl Maria von Weber, deutscher Komponist (* 1786)

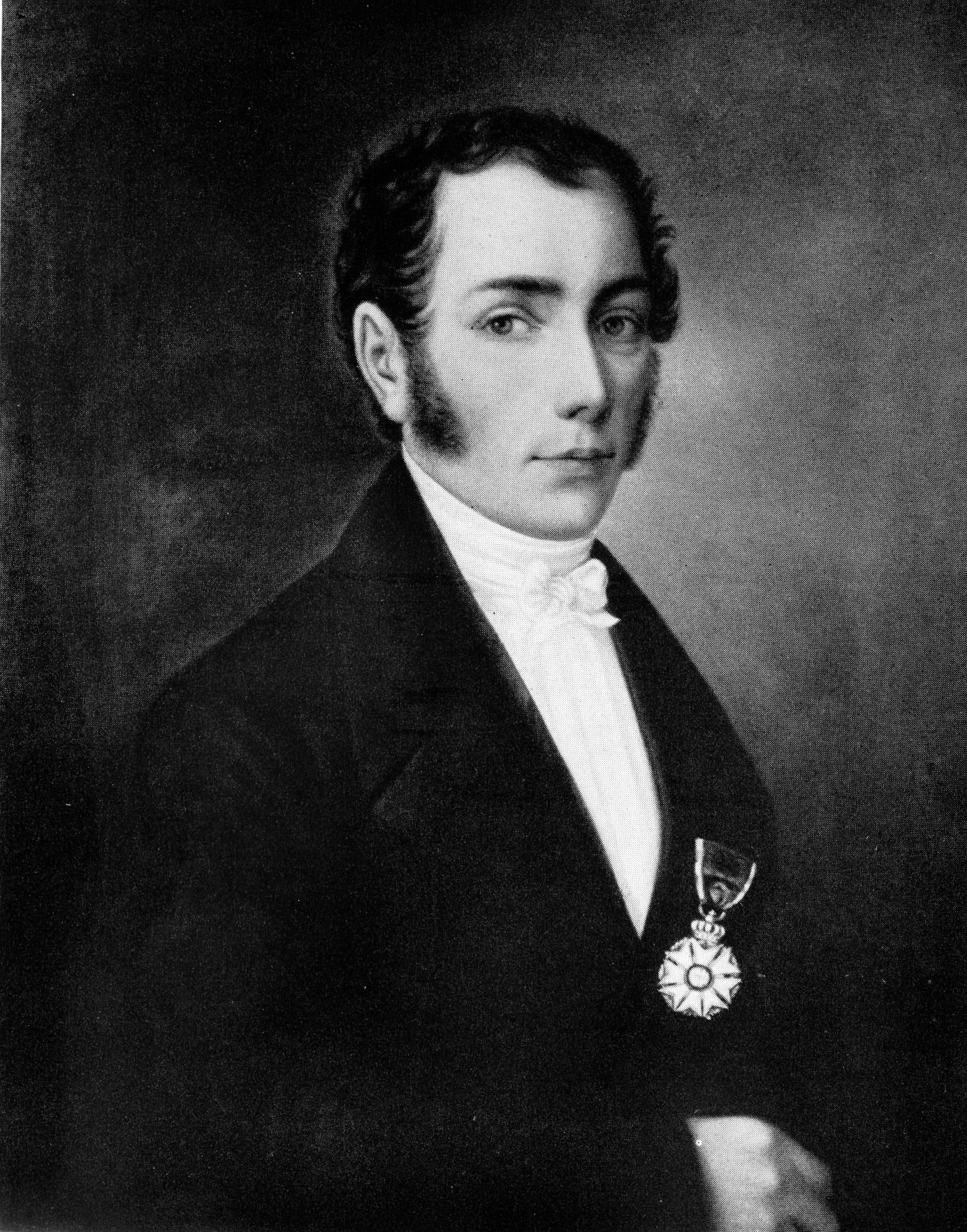
Joseph von Fraunhofer

- 07. Juni: Joseph von Fraunhofer, deutscher Optiker und Physiker (* 1787)
- 09. Juni: Ludwig Schneider, deutscher Verwaltungsbeamter (* 1750)
- 15. Juni: August Friedrich Wilhelm Rudolph, deutscher Pädagoge (* 1771)
- 17. Juni: Johann Christoph Gubitz, deutscher typografischer Künstler, Schriftsetzer und Stempelschneider (* 1754)
- 18. Juni: Georg Friedrich Karl, Graf von Waldeck-Limpurg (* 1785)
- 20. Juni: Miguel José de Azanza, spanischer Offizier, Kolonialverwalter und Vizekönig von Neuspanien (* 1746)
- 22. Juni: Karl Friedrich von Jariges, deutscher Jurist, Schriftsteller und Übersetzer (* 1773)
- 28. Juni: Friedrich August Marschall von Bieberstein, deutscher Botaniker und Forschungsreisender (* 1768)
- 04. Juli: Grigori Orlow, russischer Staatsmann und Gelehrter (* 1777)

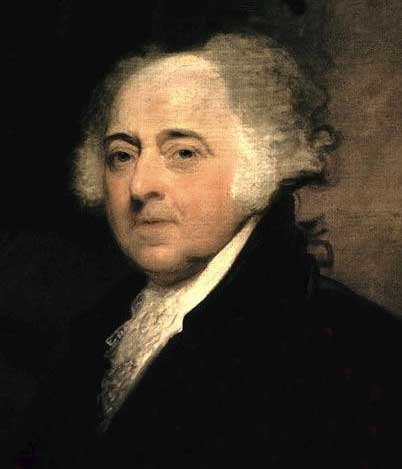
John Adams

- 04. Juli: John Adams, US-amerikanischer Politiker und 2. Präsident der USA (* 1735)

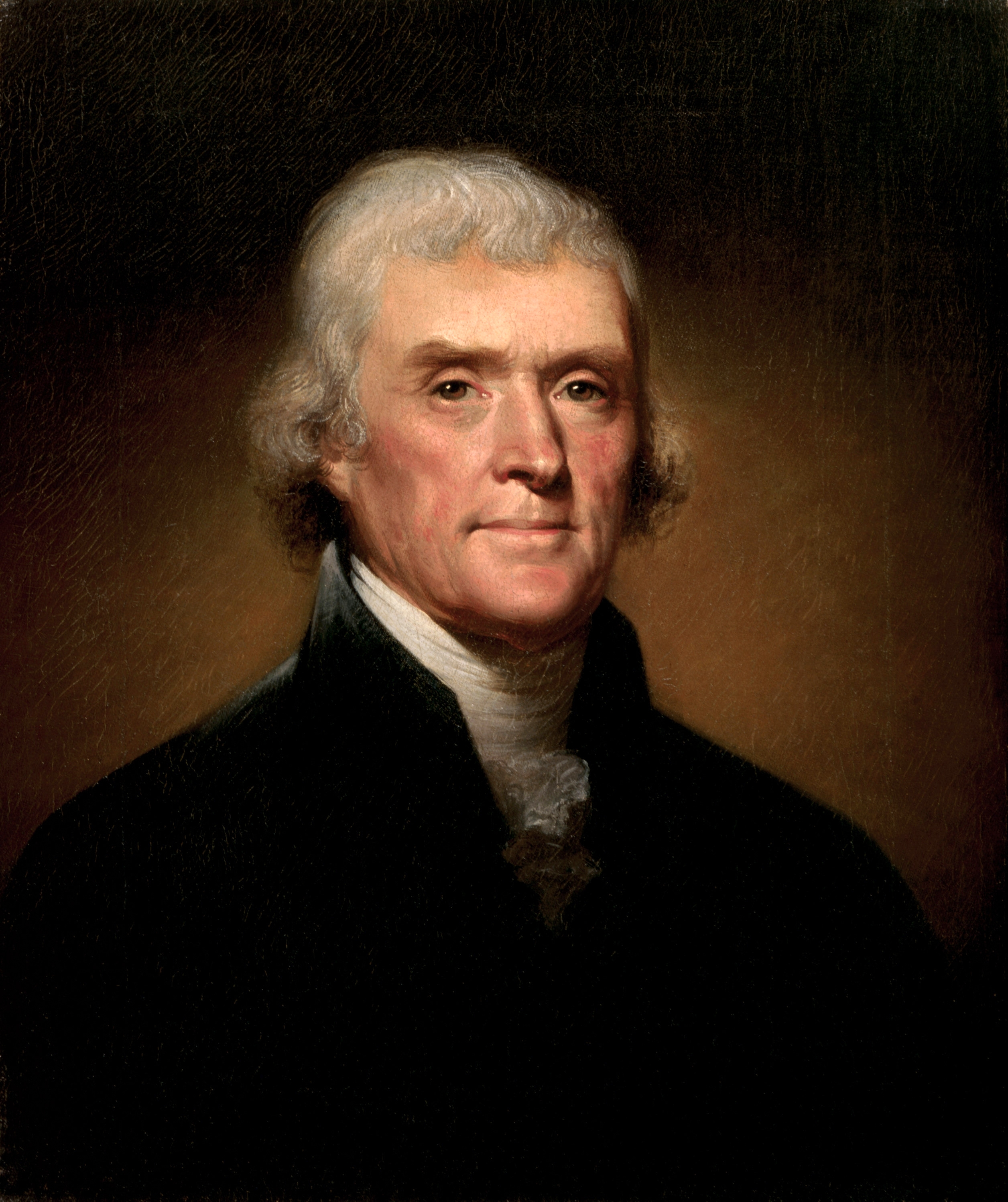
Thomas Jefferson, 1800

- 04. Juli: Thomas Jefferson, US-amerikanischer Politiker, 3. Präsident der USA (* 1743)
- 05. Juli: Joseph Louis Proust, französischer Chemiker (* 1754)
- 05. Juli: Thomas Stamford Raffles, Forscher, Gründer von Singapur (* 1781)
- 05. Juli: Karl Friedrich Stäudlin, deutscher evangelischer Theologe (* 1761)
- 08. Juli: Gottlieb von Ehrhart, deutscher Mediziner (* 1763)
- 08. Juli: Luther Martin, einer der Gründerväter der USA (* 1748)
- 09. Juli: Charlotte von Lengefeld, Ehefrau von Friedrich Schiller (* 1766)
- 17. Juli: Joseph Graetz, deutscher Organist, Komponist und Musiklehrer (* 1760)
- 17. Juli: Wilhelm Ludwig von Sydow, preußischer Beamter und Politiker (* 1748)
- 18. Juli: Isaac Shelby, US-amerikanischer Offizier und erster Gouverneur Kentuckys (* 1750)
- 20. Juli: Karl August Ulrich, preußischer Domänenpächter (* 1776)
- 22. Juli: Giuseppe Piazzi, italienischer Priesterastronom, Mathematiker und Theologe, Entdecker des ersten Planetoiden (* 1746)
- 24. Juli: Richard Clough Anderson, US-amerikanischer Politiker (* 1788)
- 25. Juli: Kondrati Rylejew, russischer Dichter (* 1795)
- 25. Juli: Michail Bestuschew-Rjumin, russischer Revolutionär und Anführer des Dekabristenaufstandes (* 1801)
- 25. Juli: Pawel Pestel, russischer Revolutionär (* 1793)
- 07. August: Friedrich Adolph Heyne, deutscher Privatgelehrter und Botaniker (* 1760)
- 09. August: Johann Joachim Petz, deutscher Mediziner (* 1768)
- 10. August: August Schumann, deutscher Buchhändler, Verleger und Lexikograf (* 1773)
- 12. August: Victor Hugues, französischer Kolonialverwalter unter Robespierre, Napoleon I. und Ludwig XVIII. (* 1762)
- 13. August: René Laënnec, französischer Arzt, Erfinder des Stethoskops (* 1781)
- 14. August: Friedrich Karl Blum, deutscher Beamter (* 1748)
- 15. August: Franz Dinnendahl, Konstrukteur der ersten Dampfmaschine im Ruhrgebiet (* 1775)
- 19. August: Joseph McIlvaine, US-amerikanischer Politiker (* 1769)
- 26. August: Waller Taylor, US-amerikanischer Politiker

### September bis Dezember
- 07. September: Robert Wright, US-amerikanischer Politiker (* 1752)
- 18. September: William S. Pennington, US-amerikanischer Politiker (* 1757)
- 19. September: Johann Konrad Schiede, Pfarrer und Autor (* 1760)
- 22. September: Johann Peter Hebel, deutscher Dichter, evangelischer Theologe und Pädagoge (* 1760)
- 25. September: Friederike Dorothea von Baden, schwedische Königin (* 1781)
- 26. September: Carl Joseph von Clam-Martinic, österreichischer Oberstlandkämmerer (* 1760)
- 26. September: Alexander Gordon Laing, britischer Afrikaforscher (* 1793)
- 30. September: Julie Philippine Clara Auguste Anschel, deutsche Schriftstellerin und Schauspielerin (* 1780)
- 30. September: Giannis Gouras, griechischer Klepht, Armatole und Freiheitskämpfer (* 1791)
- 01. Oktober: Ernst Christoph Helle, deutscher Fabrikant und Kommunalpolitiker (* 1759)
- 02. Oktober: August Immanuel Cunitz, deutscher Mediziner (* 1767)
- 03. Oktober: Jens Immanuel Baggesen, dänischer Schriftsteller (* 1764)
- 07. Oktober: Johann Daniel Lawaetz, deutscher Kaufmann und dänischer Etatsrat (* 1750)
- 08. Oktober: Friedrich Krupp, deutscher Industrieller (* 1787)
- 10. Oktober: Félix Berenguer de Marquina, spanischer Kolonialverwalter, Gouverneur der Philippinen und Vizekönig von Neuspanien (* 1736)
- 11. Oktober: Johann Anton Heinrich Neumcke, deutscher Beamter und Bürgermeister (* 1758)
- 13. Oktober: Cirilo Flores, Staatschef in der Provinz Guatemala der Zentralamerikanischen Konföderation (* 1779)
- 13. Oktober: Ludwig August von Stutterheim, preußischer General (* 1751)
- 17. Oktober: Johann Bernhard Cummerow, preußischer Beamter (* 1770)
- 19. Oktober: François-Joseph Talma, französischer Schauspieler (* 1763)
- 20. Oktober: François-Antoine Boissy d’Anglas, französischer Politiker (* 1756)
- 22. Oktober: Leopold Leonhard von Thun und Hohenstein, Bischof von Passau (* 1748)
- 25. Oktober: Hans Conrad von Orelli, Schweizer evangelischer Geistlicher und Hochschullehrer (* 1770)
- 25. Oktober: Philippe Pinel, französischer Psychiater (* 1745)
- 28. Oktober: Martin Johann Wikosch, österreichischer Pädagoge (* 1754)
- 03. November: Christian Gottlieb Altenburg, deutscher Mediziner und Heimatforscher (* 1742)
- 09. November: Bernhard Heinrich Overberg, deutscher Theologe und Pädagoge (* 1754)
- 14. November: Hans Adolph Goeden, deutscher Mediziner und Schriftsteller (* 1785)
- 14. November: Johann Julius von Koenemann, deutscher Jurist und Oberamtmann (* 1752)
- 19. November: Joel Abbot, US-amerikanischer Politiker (* 1776)
- 22. November: Pavel Mašek, tschechischer Komponist (* 1761)
- 23. November: Johann Elert Bode, deutscher Astronom, Entdecker des Planeten Neptun (* 1747)
- 24. November: Clarke Abel, britischer Arzt und Naturforscher (* 1789)
- 28. November: Georg Ludwig Stecher, deutscher Jurist und Politiker (* 1760)
- 03. Dezember: Levin August von Bennigsen, russischer General (* 1745)
- 05. Dezember: Aloys Basselet von La Rosée, bayerischer Beamter und Richter (* 1747)
- 07. Dezember: John Flaxman, britischer Bildhauer (* 1755)
- 08. Dezember: Friedrich Wilhelm Dyckhoff, deutscher Jurist und Direktor der Justizkanzlei in Osnabrück (* 1742)
- 10. Dezember: Karl von Rhediger, schlesischer Adliger und Staatsrat in Preußen (* 1764)
- 10. Dezember: Benedikt Schak, österreichischer Tenor und Komponist (* 1758)
- 11. Dezember: Maria Leopoldine von Österreich, österreichische Erzherzogin, Königin von Portugal und Kaiserin von Brasilien (* 1797)
- 13. Dezember: Friedrich Benjamin Bucher, sächsischer Jurist, Wirtschaftspolitiker und Übersetzer (* 1771)
- 14. Dezember: Johann Georg Treuttel, französischer Buchhändler und Verleger (* 1744)
- 17. Dezember: Franz Louis Ernst Carl von Ziegesar, deutscher Oberjägermeister (* 1749)
- 18. Dezember: Friedrich August Walter, deutscher Mediziner (* 1764)
- 19. Dezember: Johann Lorenz Rugendas, deutscher Maler und Kunstverleger (* 1775)
- 21. oder 26. Dezember: Gaetano Andreozzi, italienischer Opernkomponist (* 1755)
- 21. Dezember: Johann Moritz Heinrich Gericke, deutscher Gymnasiallehrer und Rektor (* 1748)
- 26. Dezember: Adolph Wilhelm Schack von Staffeldt, dänischer Dichter (* 1769)
- 28. Dezember: Simon Moritz von Bethmann, deutscher Bankier (* 1768)
- 30. Dezember: Wilhelm Christoph Eisenhuth, sächsischer Jurist und Verwaltungsbeamter (* 1755)

### Genaues Todesdatum unbekannt
- Ahmad al-Ahsā'ī, Gründer des Shaykhismus (* 1753)
- Johann Heinrich Ehrich, deutscher Schulleiter in Russland (* 1752)
- Charlotte Kanitz, deutsche Schriftstellerin (* 1773)
- Jean Laffite, französischer Freibeuter (* um 1780)
- Ioannis Logothetis, griechischer Kotzabaside, Freiheitskämpfer und Politiker (* 18. Jh.)